# Wehrturm (Podpeč)

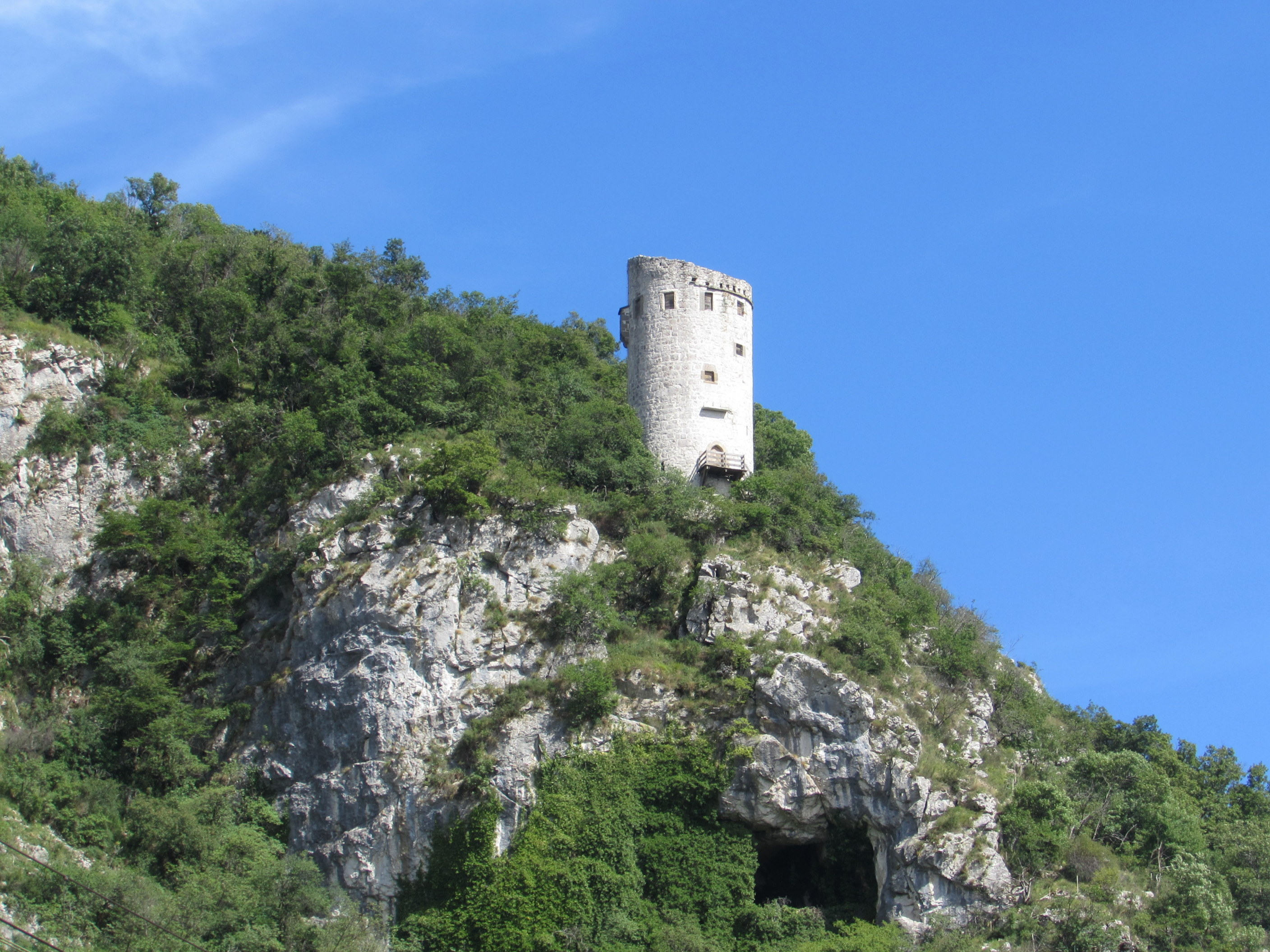
Der Wehrturm oberhalb des Dorfes Podpeč

Der Wehrturm (Slowenisch: Obrambni stolp, Italienisch:  Torre muraria) oder Verteidigungsturm im zur Gemeinde Koper gehörenden Dorf Podpeč ist ein mittelalterliches Verteidigungsbauwerk im Südwesten Sloweniens.

## Geschichte
Der Wehrturm bestand spätestens seit dem frühen 15. Jahrhundert. Zu dieser Zeit gehörte Istrien zur Republik Venedig. Zusammen mit einer befestigten Höhle diente der Turm als Verteidigungsstellung während Einfällen der Ungarn im Jahr 1411. Eine bedeutende Rolle kam der Anlage während osmanischer Angriffe zwischen 1470 und 1501 während des Zweiten und Dritten Venezianischen Türkenkrieges zu. 1513 versuchten österreichische Truppen aus dem nahe gelegenen Triest den Turm zu erobern, was nicht gelang. Der Wehrturm blieb bis zum Ende der Republik Venedig 1797 in deren Besitz. 1988 wurde die Anlage umfassend restauriert.

## Bauwerk
Der Turm ist rund. Er hat vier Stockwerke. Gemauert wurde er aus weißem gemeißelten Stein mit Sandsteineinlagen. Die Höhe des Turmes beträgt etwa 17 Meter. Ursprünglich war er nach oben mit Steinplatten abgedeckt.